# 39564 Tarsia
39564 Tarsia è un asteroide della fascia principale. Scoperto nel 1992, presenta un'orbita caratterizzata da un semiasse maggiore pari a 2,3145490 UA e da un'eccentricità di 0,2049637, inclinata di 7,72079° rispetto all'eclittica.